# Acrorhynchides robustus
Acrorhynchides robustus is een platworm (Platyhelminthes). De worm is tweeslachtig. De soort leeft in zout en brak water.
Het geslacht Acrorhynchides, waarin de platworm wordt geplaatst, wordt tot de familie Polycystididae gerekend. De wetenschappelijke naam van de soort werd voor het eerst geldig gepubliceerd in 1931 door Karling.